# Comté de Colfax (Nebraska)
Pour les articles homonymes, voir Comté de Colfax.
Le comté de Colfax est un comté de l'État du Nebraska, aux États-Unis. Son siège est la ville de Schuyler.